# Titus termer

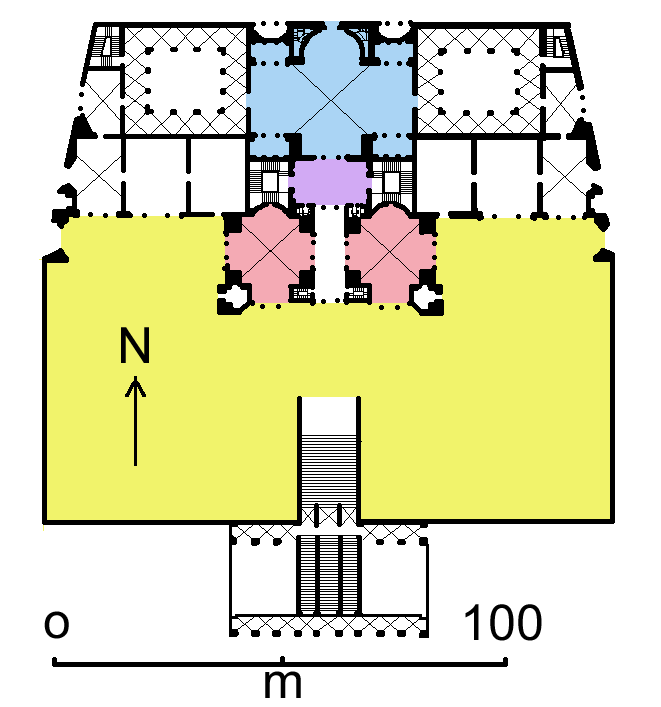
Plan över Titus termer. Gult: palaestra, skärt: caldarium, violett: tepidarium, blått: frigidarium.

Titus termer (latin Thermae Titi) var en antik badanläggning i Rom. Termerna uppfördes av kejsar Titus och invigdes år 80. Ruinerna befinner sig på kullen Oppius.